# Hieslum
Hieslum is een dorp in de gemeente Súdwest-Fryslân, in de Nederlandse provincie Friesland. Hieslum ligt ten zuidwesten van Bolsward, tussen Blauwhuis en Workum aan een zijvaart van de Workumertrekvaart.
In 2023 telde Hieslum 90 inwoners. In het postcodegebied van Hieslum liggen de buurtschappen Atzeburen en Idserdaburen. 

## Geschiedenis
Hieslum is ontstaan op een terp te midden van meren en plassen. Het dorp werd rond 825-845 vermeld als Hasalon en in Hasulun. Rond 900 duikt de vermelding Haslum op. In 1245 werd de plaats vermeld als Heselum, in 1398 als Heselom, in 1505 als Hyeselum, in 1533 als Hieslum en in 1579 als Hetzlem. De plaatsnaam zou duiden op een woonplaats (heem/um) bij hazelaars (meervoudsvorm van het Oudfriese woord Hasel), of hees, een algemeen woord voor stuikgewas en kreupelhout.
Tot 2011 lag Hieslum in de voormalige gemeente Wonseradeel.

## Kerk

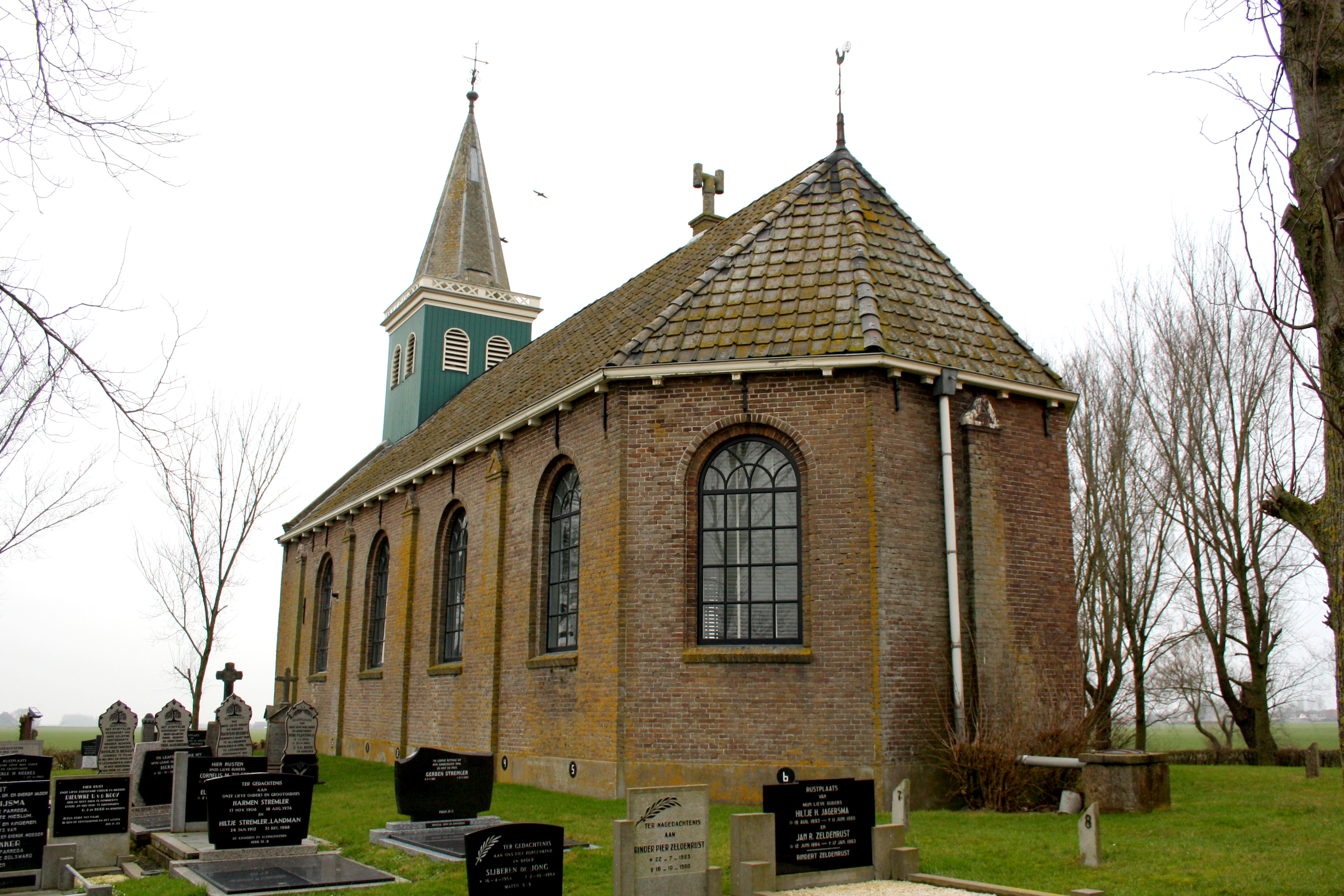
Kerk van Hieslum

De huidige kerk van Hieslum dateert van 1874 en verving een vervallen kerk uit de middeleeuwen. De kerk is een zaalkerk met driezijdig gesloten koor en heeft een houten geveltoren met ingesnoerde spits.

## Lancaster crash
In de nacht van 13 mei 1943 stortte net buiten Hieslum een Engelse Lancaster bommenwerper, de ED 589, van het 9e squadron neer.
Het toestel was onderdeel van een formatie van 156 Lancasters en 12 Halifaxen en steeg op 13 mei om 21:42 op vanaf RAF-basis Bardney, Lincolnshire, en was onderweg naar Pilsen in Tsjecho-Slowakije om daar een Škoda fabriek te bombarderen. Het werd echter geraakt door een op vliegbasis Leeuwarden gestationeerde Duitse Messerschmitt 110-nachtjager. De bemanning van de Lancaster besloot terug te keren naar Engeland. Maar het toestel vloog in brand en stortte vervolgens om 23:51 neer tussen Hieslum en Parrega.
Het staartstuk stortte net buiten het dorp neer. De romp stortte twee kilometer verderop neer en sloeg zo'n gat in de grond dat het later een dobbe vormde. Alleen de boordschutters, sergeant John Charles Owen (24) en sergeant James Buntin (19) konden geïdentificeerd worden. Zij liggen begraven op het kerkhof te Hieslum. De lichamen van de andere vijf bemanningsleden (allen sergeant), de piloot George Henry Saxton (28), boordwerktuigkundige Douglas Claude Ferris (22), bomrichter Roger Marshall Morris (22), radio-telegrafist John Reddish (22) en de Canadese navigator Wallace Reginald MacDonald (26), zijn nooit gevonden. Voor hen werd in 1995 een liggende zerk onthuld bij het monument van de twee boordschutters.
Tijdens de dodenherdenking op 4 mei 2013 werd door de oudste inwoner van Hieslum op het kerkhof een plaquette onthuld met hierop het verhaal over de zeven militairen.

## Cultuur
Het dorp heeft Samen met Parrega heeft een gezamenlijk dorpsbelangenvereniging, opgericht in 1917, een eigen toneelvereniging en samen met de dorpen Parrega en Dedgum een gezamenlijke dorpskrant.